# Acta Crystallographica
Acta Crystallographica (Acta Cryst.) bezeichnet eine Familie von wissenschaftlichen Peer-Review-Fachzeitschriften über Kristallographie. Sie werden von der International Union of Crystallography (IUCr) veröffentlicht. Erstmals wurde 1948 eine Zeitschrift mit dem Titel Acta Crystallographica herausgegeben.
Gegenwärtig bestehen folgende Acta-Crystallographica-Zeitschriften:
- Acta Crystallographica Section A: Foundations of Crystallography
- Acta Crystallographica Section B: Structural Science
- Acta Crystallographica Section C: Crystal Structure Communications
- Acta Crystallographica Section D: Biological Crystallography
- Acta Crystallographica Section E: Structure Reports Online
- Acta Crystallographica Section F: Structural Biology and Crystallization Communications

Acta Crystallographica E wird – im Gegensatz zu den anderen Zeitschriften – seit März 2012 nicht mehr vom Science Citation Index Expanded erfasst.

## Rezeption
Der Impact Factor von Acta Crystallographica Section A ist von 2,051 im Jahr 2008 auf 49,926 im Jahr 2009 gestiegen, weil 2009 ein einzelner Artikel weit überdurchschnittlich häufig zitiert wurde. Seit dieser Artikel nicht mehr zum aktuellen Impact Factor beiträgt ist dieser wieder stark gesunken.
2019 erreichte Acta Crystallographica Section A einen Impact Factor von 1,96, Section B erreichte einen Impact Factor von 2,048, für Section C lag er bei 1,09, während er für Section D bei 5,266 lag und Section F einen Impact Factor von 0,968 erreichte.